# 临河设治局
临河设治局，民國時設置於绥远特别区的設治局，今内蒙古自治区巴彦淖尔市临河区。以古代临河县得名。

## 历史沿革
民国十四年（1925年）9月，由五原县丰济渠以西的后套西部析置，局所置强油房。后达到设县标准，国民党中央政治会议太原分会同意绥远省政府的改县请求。民国十八年（1929年）1月，南京国民政府予以核准，1月21日，正式改为临河县，屬綏遠省。
1984年12月11日，中華人民共和國国务院批准，撤销临河县，设立县级临河市，以原临河县的行政区域为临河市的行政区域，隶属巴彦淖尔盟。2004年8月26日，撤销巴彦淖尔盟、县级临河市，设立巴彦淖尔市、临河区。